# Paphiopedilum schoseri
Paphiopedilum schoseri é uma espécie de orquídea terrestre, família Orchidaceae, que habita do Sulawesi a Bacan, nas Ilhas Molucas.